# William Matheson
William Matheson (4. November 1895 – 13. April 1978) war ein bibliophiler Verleger und Autographensammler.

## Leben
William Matheson wurde 1895 als Wilhelm Johann Mattessohn, Sohn der Elisabetha, deutsche Staatsangehörige aus Vilshofen (Bayern), in Rorschach geboren; der Vater ist unbekannt. Seine Mutter war Hausangestellte und arbeitete an verschiedenen Orten in der Ostschweiz, weshalb der Sohn die Schulen an mehreren Orten durchlief. William absolvierte eine kaufmännische Lehre bei der Adolph Saurer AG in Arbon. Als ausgebildeter Kaufmann arbeitete er in verschiedenen Stellungen der Schweizer Motorwagenindustrie, zuletzt als Chefeinkäufer der Motorwagenfabrik Berna Olten. Matheson war verheiratet mit Hedwig Rüegg (1900–1972); sie hatten drei Kinder.

## Verleger und Autographensammler
William Matheson wurde bekannt als Herausgeber bibliophiler Bücher und als Sammler von Handschriften bekannter Schriftsteller und Schriftstellerinnen des deutschsprachigen Raums.
1936 gründeten Matheson und sieben weitere an bibliophilen Drucken interessierte Personen die Vereinigung Oltner Bücherfreunde (VOB), die in der Folge eine lange Reihe bibliophil gestalteter Bändchen herausbrachte. Darunter figurierten etliche namhafte Schriftsteller. Diese waren oft auch private Gäste des Verlegers und seiner Gattin, Hedi Matheson, welche sie gut und gern bekochte. Sie verewigten sich jeweils in den Gästebüchern, wobei jeder/jede einen eigenen Text, ein Gedicht, einen Prosasatz oder Aphorismus beitrug. Ein Ausschnitt dieser zum Teil originellen Einträge wurde später in Buchform veröffentlicht.

## Auszeichnungen
1974 wurde William Matheson vom Kanton Solothurn mit dem Kulturpreis geehrt. Zum achtzigsten Geburtstag 1975 hat die Stadt Olten in der Stadtbibliothek eine reichdotierte Ausstellung mit ungefähr 180 Briefen und Dichterhandschriften aus seiner Sammlung veranstaltet.